# 紀元前544年
紀元前544年（きげんぜんごひゃくよんじゅうよんねん）は、西暦（ローマ暦）による年。
紀元前1世紀の共和政ローマ末期以降の古代ローマにおいては、ローマ建国紀元210年として知られていた。紀年法として西暦（キリスト紀元）がヨーロッパで広く普及した中世時代初期以降、この年は紀元前544年と表記されるのが一般的となった。
南伝（上座部仏教）説では、釈迦入滅の年とされ、ミャンマーやスリランカでは、この年を仏滅紀元（仏暦）元年とする。

## 他の紀年法
- 干支 : 丁巳
- 日本
  - 皇紀117年
  - 安寧天皇5年
- 中国
  - 周 - 景王元年
  - 魯 - 襄公29年
  - 斉 - 景公4年
  - 晋 - 平公14年
  - 秦 - 景公33年
  - 楚 - 郟敖元年
  - 宋 - 平公32年
  - 衛 - 献公後3年
  - 陳 - 哀公25年
  - 蔡 - 景侯48年
  - 曹 - 武公11年
  - 鄭 - 簡公22年
  - 燕 - 恵公元年
  - 呉 - 余祭4年
- 朝鮮
  - 檀紀1790年
- ベトナム :
- 仏滅紀元 : 元年
- ユダヤ暦 : 3217年 - 3218年

## できごと

### ギリシア
- アケメネス朝ペルシア帝国に圧迫されたテオスの住民たちが、トラキアのアブデラへ逃れる。

### 中国
- 周の景王が即位した。
- 楚で郟敖が即位し、公子囲が令尹となって補佐した。
- 衛の献公が死去し、襄公が即位した。
- 晋の荀盈の主導で斉の高止・魯の仲孫羯・宋の華定・衛の太叔儀・鄭の公孫段らが集まり、杞に城壁を築いた。
- 呉の公子季札が魯に使節としてやってきた。
- 斉の子尾（公孫蠆）と子雅（公孫竈）が高止を燕に追放した。このため高止の子の高豎が盧で反乱を起こした。

## 誕生
- 冉伯牛 - 孔門十哲のひとり。

## 死去
- 釈迦 - 紀元前624年 - 紀元前544年（南伝説）
- 余祭 - 呉の王、紀元前547年即位。
- 献公 - 衛の君主。在位は、紀元前576年 - 紀元前559年、および、紀元前546年 - 紀元前544年。